# Predator (film)
 For alternative betydninger, se Predator. (Se også artikler, som begynder med Predator)
Predator er en amerikansk action-, science fiction-, gyser- og eventyrfilm fra 1987 med Arnold Schwarzenegger, Carl Weathers og Jesse Ventura i hovedrollerne. Filmen er instrueret af John McTiernan. Filmen handler om en gruppe amerikanske kommandosoldater, der bliver sendt på en redningsmission dybt inde i junglen i Mellemamerika. Missionen bliver alt andet end let, da de efterhånden indser, at de står overfor et blodtørstigt væsen, som tilsyneladende er usynlig og som synes at have overjordiske kræfter.
Predator fik en god modtagelse af anmelderne men blev en moderat publikumssucces i de amerikanske biografer. Den gjorde det også godt i biograferne uden for USA. Den blev den 12. mest indtjenende film i de amerikanske biografer i 1987. 
Filmen blev tildelt en Saturn Award for bedste musik og en Golden Reel for lydeffekterne. Den blev også nomineret til en Oscar for bedste visuelle effekter. 
Predator har fået fire opfølgere: Predator 2 (1990), Predators (2010), Alien vs. Predator (2004) og Aliens vs. Predator: Requiem (2007). De to sidstnævnte film er såkaldte «crossover-film», dvs. at de fungerer som opfølgere til både Predator- og Alien-filmene. 

## Handling
Et hold med seks toptrænede amerikanske kommandosoldater bliver sendt ud på en tilsyneladende rutinemæssig redningsmission dybt inde i den mellemamerikanske jungle. Missionen går ud på at frigive en højtstående minister, der er blevet kidnappet af guerillasoldater. Lederen af kommandosoldaterne er Major Dutch (Arnold Schwarzenegger). Dutch bliver lige før missionen genforenet med sin gamle ven Dillon (Carl Weathers), som også kommer med på missionen. Holdet fragtes i helikopter til destinationsområdet og sættes af langt inde i den ugennemtrængelige jungle for at redde gidslerne. Umiddelbart efter ankomsten finder de vraget af en nedskudt helikopter og noget senere støder de på ligene af flere mennesker, der er ophængt og flået på makaber vis. Ligene bliver efterfølgende identificeret som amerikanske specialstyrker. Årsagen til disse specialstyrkers tilstedeværelse fremstår som et mysterium for Major Dutch og efterhånden viser det sig, at deres mission egentlig har helt andre formål, end deltagerne har fået oplyst.
Omsider finder de frem til en tungt beskyttet oprørslejr og efter en hård og hurtig kamp nedkæmper de guerillagruppen og tager den unge kvinde Anna (Elpidia Carrillo) til fange. Lige efter slaget indrømmer Dillon, at den oprindelige redningsaktion var en dækoperation og at missionen i virkeligheden gik ud på at tilintetgøre guerillalejren og hente vigtig information til CIA. Dutch bliver rasende, da han får denne information. Samtidig med dette postyr bliver soldaterne uvidende iagttaget af et væsen i junglen.
På vejen tilbage til mødestedet mener én af soldaterne, at de bliver iagttaget af et eller andet i junglen. Pludselig bliver flere af soldaterne angrebet og dræbt af laserlignende stråler, som kommer fra trætoppene. Det, soldaterne ikke er klar over, er, at angriberen er et udenomjordisk væsen, som har som hovedbeskæftigelse at jage trofæer blandt jordens levende væsener. Skabningen er soldaterne overlegen, både fysisk og teknologisk og er endvidere i stand til at gøre sig selv usynlig. Da det ikke lykkes Dutch og selskabet at skaffe sig ud med helikopter, ender missionen i en kamp på liv og død med den udenomjordiske jæger. Udyret tilintetgør dem én efter én. Til sidst er Dutch den sidste, som er i live. Ved en tilfældighed klarer han at iagttage væsenet på rimelig nært hold, hvorved han kan studere dets egenskaber og ved hjælp af disse observationer, lægger han en plan i et sidste desperat håb om at overleve.

## Medvirkende
- Arnold Schwarzenegger som MAJ Alan "Dutch" Schaefer
- Carl Weathers som George Dillon
- Elpidia Carrillo som Anna
- Bill Duke som Mac Eliot
- Jesse Ventura som Blain Cooper
- Sonny Landham som Billy Sole
- Richard Chaves som Jorge "Poncho" Ramirez
- Shane Black som Rick Hawkins
- R. G. Armstrong som MG Phillips
- Kevin Peter Hall som The Predator og slutscene helikopterpilot
- Edward J. Sisto som 2. helikopterpilot i slutscene
- Sven-Ole Thorsen som russisk militærinvestorer

## Om filmen
Filmen blev indspillet på steder som Jalisco, Palenque og Puerto Vallarta (alle i Mexico). 

### Anmelderne og publikum
Filmen fik en middel modtagelse af anmelderne og har opnået så meget som 76 % på Rotten Tomatoes, men ikke mere end 36 % på Metacritic. Den kendte amerikanske filmkritiker Roger Ebert var blandt dem, der udtrykte en vis begejstring for filmen og han gav særlig ros til special-effekterne og filmningen. Han omtalte den videre som en «effektiv actionfilm» og gav den tre ud af fire stjerner. Den canadiske avis The Globe and Mail og magasinet TV Guide udtrykte også begejstring, mens aviser/publikationer som Variety, San Francisco Chronicle, Chicago Tribune og Chicago Reader gav den en blandet modtagelse. Aviser som The New York Times og Washington Post gav den en relativt dårlig modtagelse, mens Christian Science Monitor og Los Angeles Times var blandt de allermest kritiske.
Filmen blev en ganske stor succes i de amerikanske biograffer og gjorde det også godt udenfor USA. Den indtjente $59,7 millioner i USA og endte og endte med at tjene i alt $98 millioner på verdensplan. Den blev den 12. mest sete film i USA i 1987. Det kan også nævnes at den havde den næststærkeste premiereweekend i amerikanske biograffer i 1987 (kun slået af Beverly Hills Cop II).
Den indtjente $4,5 millioner i Storbritannien og $2,5 millioner i Tyskland.

### Priser og nomineringer
Filmen blev tildelt en Saturn Award for bedste musik og en Golden Reel for lydeffekterne. Den blev også tildelt en BMI Film Music Award.
Den blev nomineret til en Oscar for bedste visuelle effekter. Den blev også nomineret til en Hugo ved Hugo Awards, samt tre Saturn Awards for henholdsvis bedste skuespiller (Arnold Schwarzenegger), bedste special effects og bedste science-fiction film.

### Trivia
Jean-Claude Van Damme var den som oprindeligt spillede rollen som rumvæsenet Predator, men han stoppede efter to dage på grund af at han ikke var tilfreds med sin begrænsede rolle i filmen. Han blev erstattet af Kevin Peter Hall og alien-kostumet måttes designes om igen for at passe ham.
Jesse Ventura og Shane Black havde begge sin debut som skuespillere i denne film.